# 新典社新書
新典社新書（しんてんしゃ しんしょ）とは、新典社が発行する新書シリーズ。人文学系の学術書に強い新典社が、日本文化・日本文学をテーマとして、2008年4月に創刊した。以降、毎月刊行されている。
活字は大きめ、文体は敬体で統一されていて、読みやすさを重視した装丁となっている。